# Billy Ohlsson
Billy Ohlsson (* 13. Januar 1954) ist ein ehemaliger schwedischer Fußballspieler. Der Stürmer wurde im Laufe seiner Karriere zweimal Torschützenkönig der Allsvenskan und spielte zwischen 1978 und 1980 sechsmal in der schwedischen Nationalmannschaft.

## Werdegang
Ohlsson begann mit dem Fußballspielen bei Bagarmossens IS, ehe er im Alter von neun Jahren in die Jugend von Hammarby IF wechselte. Für seinen neuen Klub spielte er als Jugendlicher sowohl Fußball als auch Eishockey und erreichte mit der Eishockeynachwuchsmannschaft das Endspiel um die schwedische Jugendmeisterschaft.
Ohlsson entschied sich für eine Fußballkarriere. Im Herbst 1972 holte ihn der damalige Trainer Janne Holmberg in den Kader der Männermannschaft. Am 21. September des Jahres debütierte er im Spiel gegen den Stockholmer Lokalrivalen Djurgårdens IF und erzielte bei der 1:8-Niederlage den Ehrentreffer für Bajen. Dies blieb im Laufe der Spielzeit 1972 sein einziger Ligaeinsatz, erst im folgenden Jahr etablierte er sich im Kader und kam vornehmlich als Einwechselspieler zu 19 Spieleinsätzen. In der Spielzeit 1974 erkämpfte er sich einen Stammplatz im Sturm und erzielte in 23 Spielen fünf Tore.
Mit jedem Jahr verbesserte Ohlsson seine Torausbeute: Gelangen ihm in den Spielzeiten 1975 und 1976 jeweils sieben Tore, war er in der Spielzeit 1977 mit acht Toren erstmals bester vereinsinterner Torschütze. Zudem spielte er sich in das Herz der Fans, als er bei einem Lokalderby gegen Djurgårdens IF im Landespokal mit einem Hattrick eine 3:0-Führung herausschoss und, nachdem der Rivale sich eine 4:3-Führung erarbeitet hatte, durch den Ausgleichstreffer die Verlängerung erzwang, in der die Mannschaft durch ein Tor von Börje Forsberg eine Runde weiterkam. Mit der Mannschaft um Thom Åhlund, Mats Werner und Kenneth Ohlsson erreichte er das Endspiel des Wettbewerbs, das gegen Östers IF mit einer 0:1-Niederlage durch ein Tor von Anders Linderoth endete. In der Spielzeit 1978 führte er lange Zeit die Torschützenliste an; hinter Djurgårdens Sturmspitze Tommy Berggren platzierte er sich in der Liste am Saisonende an zweiter Stelle. Daraufhin rückte er in den Fokus von Nationaltrainer Georg Ericson und debütierte beim letzten Länderspiel des Jahres am 4. Oktober 1978 bei der 1:3-Niederlage gegen die Tschechoslowakei im Rahmen der Qualifikation zur Europameisterschaft 1980 als Einwechselspieler im Nationaljersey.
Ohlsson hatte durch seine Torgefahr auch außerhalb Schwedens auf sich aufmerksam gemacht. Im Winter 1979 wechselte er zum deutschen Klub Arminia Bielefeld, der im Vorjahr in die Bundesliga aufgestiegen war. Unter Trainer Otto Rehhagel kam er in der Rückrunde der Spielzeit 1978/79 an der Seite von Frank Pagelsdorf, Volker Graul und Norbert Eilenfeldt zu neun Spieleinsätzen und erzielte bei der 2:3-Auswärtsniederlage beim 1. FC Kaiserslautern seinen einzigen Bundesliga-Treffer, als ihm in der 81. Spielminute das Tor zum zwischenzeitlichen 1:1-Ausgleich gelang.
Nach Ohlssons Rückkehr nach Schweden zu seinem alten Klub Hammarby IF in der Spielzeit 1980 kehrte er zu alter Torgefahr zurück und krönte sich mit 19 Saisontoren zum Torschützenkönig der Allsvenskan. Nachdem er in den Folgejahren verletzungsbedingt unregelmäßig zum Einsatz gekommen war, gelang ihm in der Spielzeit 1984 die Wiederholung des Erfolges. Mit 14 Saisontoren führte er die Torschützenliste vor Mats Magnusson und Peter Truedsson an. Bis 1986 lief er für den Klub in der Allsvenskan auf, bis er nach 93 Erstligatoren in Schweden seine Karriere unterklassig ausklingen ließ.
1989 übernahm Ohlsson als Spielertrainer das Traineramt beim seinerzeit fünftklassigen Syrianska FC, mit dem er 1990 in die vierte Liga aufstieg. Später arbeitete er als Experte und Kommentator bei TV4.